# Kurwa Lachhmipur
Kurwa Lachhmipur – wieś w Indiach, położona w stanie Bihar, w dystrykcie Araria, w tehsilu Forbesganj.
Całkowita powierzchnia miejscowości wynosi 548 ha (5,48 km²). Według spisu z 2011 we wsi znajduje się 1025 domów i zamieszkuje ją 5035 osób.